# Tenochtitlán
För andra betydelser, se Tenochtitlán (olika betydelser).
Tenochtitlán (nahuatl: Tenōchtitlan, [tenoːtʃˈtit'lan]) var en förcolumbiansk historisk stad belägen i dagens Mexico City. Staden grundades cirka 1335 och var aztekernas huvudstad. År 1519 uppskattades staden ha omkring 400 000 invånare.
År 2023 utgavs en fullständig digital 3D-modell av staden av en holländsk artist Thomas Kole. Han hade dock inte själv besökt Mexico City nånsin.

## Historia
Tenochtitlán grundades 1325 av ett nahuatltalande folk. Enligt aztekernas mytologi grundades staden till en plats där aztekerna såg en örn som satt på en kaktus växande ut från en sten och åt en orm. Detta är avbildat också i Mexikos riksvapen idag. Stadens namn Tenochtitlán består av tre olika ord formade till ett: tetl (”sten”) + nohpalli (nopal) och titlan (”stället vid”), och betyder ”stället vid nopalstenen”.
Tenochtitlán ingick 1428 ett förbund med grannstäderna Texcoco och Tlacopán och erövrade 1473 under tlahtoāni Axayacatl grannstaden Tlatelolco på en närbelägen ö.
Staden belägrades 1519 av de spanska conquistadorerna under ledning av Hernán Cortés. Den 13 augusti 1521 erövrades, rånades och förstördes staden. Det nya Mexico City uppfördes över ruinerna år 1524 och det mesta av Texcocosjön blev gradvis igenfyllt och utdikat. Senare blev staden vicekungadömet Nya Spaniens huvudstad.

## Staden
Tenochtitlán låg på en ö i Texcocosjön i mexikanska dalen och förbands med fastlandet genom tre dammar. Dessa ledde norrut, västerut och söderut och hade även broar för att inte hindra sjöfarten. De utgjorde huvudvägar och sammanstrålade vid stadens centrala del vid Stora pyramiden för två viktiga godar: Huitzilopochtli och Tlaloc. Vägen söderut har samma sträckning som dagens Avenida Tlalpan.
Det fanns en rad tempel, en stor bollplan och andra offentliga anläggningar i staden samt Moctezuma I:s palats med djurpark och akvarier.
Staden var delvis uppbyggd på pålar och med många kanaler. Den var uppdelad i fyra campan (zoner) vilka i sin tur var indelade i 20 calpōlli (distrikt) där varje calpōlli hade en egen marknadsplats. Stadsplanen var mycket symmetrisk och varje nybygge skulle granskas och godkännas.
På chinampas utfördes mycket jordbruk till stadens försörjning och färskvatten kom via två långa akvedukter från Chapultepec lite högre upp i bergen. Tack vare chinampas fanns det också många fiskar, fåglar och grodor som folk kunde jaga.
Mexico Citys centrala del är Plaza de la Constitución och ligger på samma plats som Tenochtitláns centrum.

## Galleri

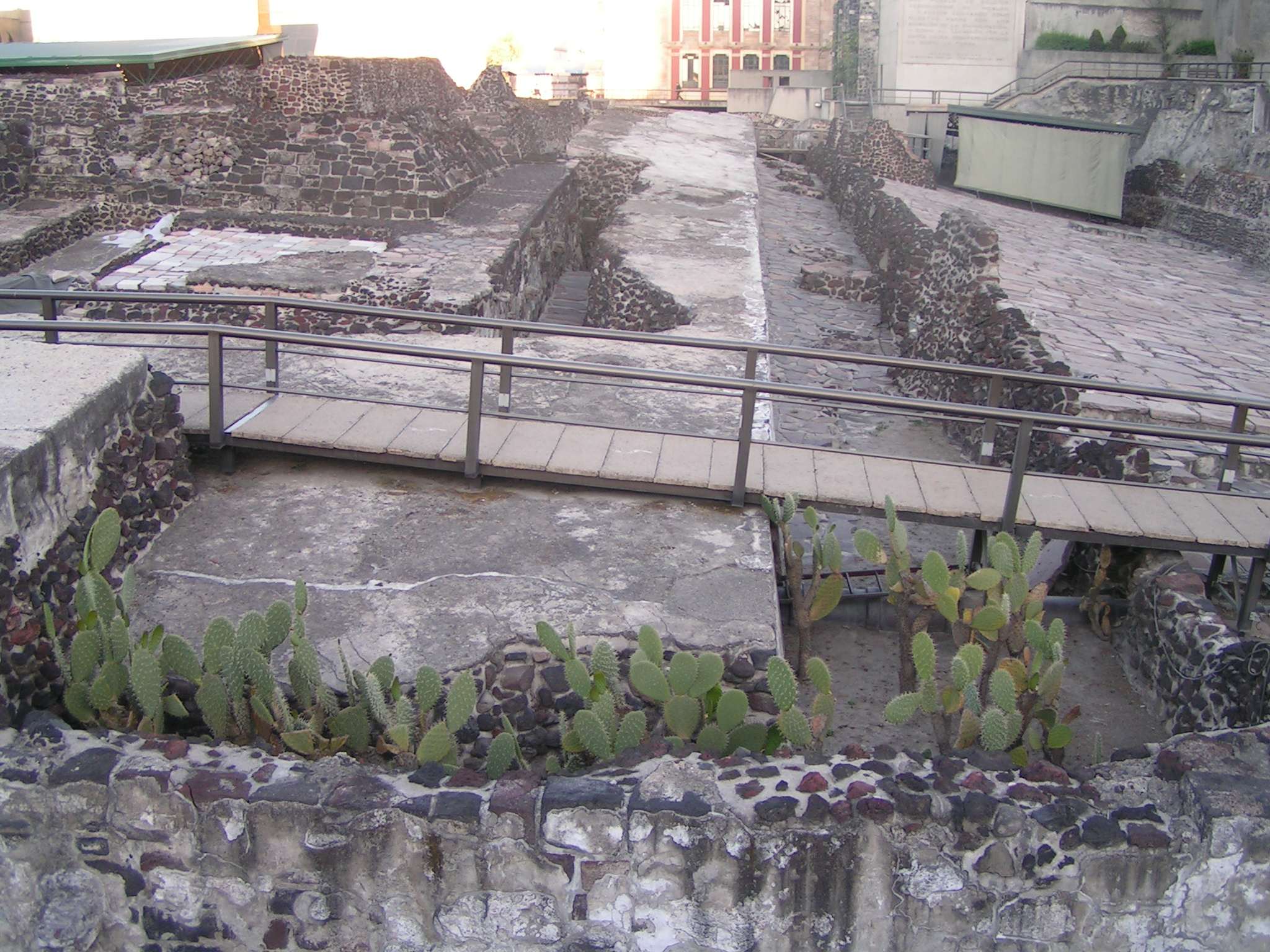
Utgrävning av Tenochitlán.

## Vidare länkar
- Västerbro, Magnus (2009). ”Tenochtitlán: aztekernas mäktiga metropol”. Allt om historia (nr. 5):  sid. 54-55.